# Cherry Chevapravatdumrong
Cherry Chevapravatdumrong, (också känd som Cherry Cheva), född 1977 i Columbus, Ohio, är en thailändsk-amerikansk författare känd som avsnittsförfattare och medproducent till den amerikanska tecknade serien Family Guy. 
Hon har även varit medproducent för The Orville, en komedi/drama/science fiction serie (där Seth McFarlane är skaparen och även spelar huvudrollen.)
Cherry föddes i Columbus i Ohio, USA men växte upp i Ann Arbor i Michigan. Trots både jurist- och psykologiutbildningar har hon bara jobbat sparsamt på en advokatfirma sommartid.  
Hon flyttade istället till Los Angeles för att kunna arbeta med det hon var mer intresserad av - författande. Hennes första roman blev She's So Money (feb 2008), den andra, DupliKate kom i oktober 2009. Båda böckerna är skrivna för ungdomar, ännu ej utgivna på svenska.
Cherry jobbar idag som bäst med nya avsnitt av Family Guy, där hon numera jobbar både med produktionen och författandet av nya avsnitt. 
Följande avsnitt har Cherry som upphovsman :
- Boys Do Cry
- Prick Up Your Ears
- Saving Private Brian
- Sibling Rivalry
- Ocean's Three and a Half
- We Love You, Conrad
- Hannah Banana
- And Then There Were Fewer
- It's a Trap!
- The Blind Side

I följande avsnitt är hon medproducent  :
- Road to Germany
- The Man with Two Brians
- Baby Not on Board
- I Dream of Jesus
- Love Blactually
- Long John Peter
- The Former Life of Brian
- Play it Again, Brian
- Back to the Woods
- 420
- Three Kings
- Spies Reminiscent of Us
- Go Stewie Go
- Quagmire's Dad